# Тебаїн
Тебаїн (англ. Thebaine) (параморфін), також відомий як кодеїн-метиленольний етер, є опіоїдним алкалоїдом, назва походить від грецької назви давньоєгипетського міста Фіви (дав.-гр. Θῆβαι, латинізація Thēbai). Він є другорядним похідним опію, та подібний як до морфіну, так і до кодеїну, але має стимулюючий, а не седативний ефект. У великих дозах він спричинює судоми, схожі на отруєння стрихніном.

## Хімічні властивості
Синтетичний енантіомер (+)-тебаїн має знеболюючу дію, очевидно опосередковану через опіатні рецептори, на відміну від неактивного природного енантіомеру (-)-тебаїну. Хоча тебаїн не використовується в клінічній практиці, він є основним алкалоїдом, який отримують з Papaver bracteatum (іранський опіум/перський мак), з нього можна отримати шляхом промислової переробки різноманітні сполуки, включаючи гідрокодон, гідроморфон, оксикодон, оксиморфон, налбуфін, налоксон, налтрексон, бупренорфін, буторфанол і еторфін.

## Законодавче регулювання. Зберігання та правила відпуску
Тебаїн є контрольованою речовиною згідно міжнародного законодавства, входить до списку препаратів класу А відповідно до закону про зловживання наркотиками 1971 року у Великій Британії, контролюється як аналог препарату зі списку II відповідно до закону про аналоги у Сполучених Штатах Америки, і контролюються його похідні та солі як речовину списку I згідно закону про контрольовані наркотики та речовини в Канаді. Загальна квота на виробництво тебаїну (ACSCN 9333), встановлена Управлінням із боротьби з наркотиками США на 2013 рік, не змінилася порівняно з попереднім роком, і становила 145 метричних тонн. Тебаїн біосинтетично споріднений салютаридину, орипавіну, морфіну та ретикуліну.
У 2012 році у світі було вироблено 146 тонн тебаїну. У 2013 році Австралія була основним виробником макової соломки, багатої на тебаїн, за нею йшла Іспанія, а далі Франція. До 2017 року світове виробництво тебаїну впало до 2008 кг. Разом на ці три країни припадало близько 99 % світового виробництва такого виду макової соломки. Головки маку з насінням Papaver bracteatum є основним джерелом тебаїну, а стебло також додатково дає значну кількість тебаїну.
Зареєстровано інциденти з використанням макової соломки з дуже високим рівнем тебаїну. Зокрема, газета «The Canberra Times» від 16 листопада 2022 року повідомила, що 4 партії насіння маку марки «Hoyts» були відкликані через надзвичайно високий рівень тебаїну, і що принаймні 12 осіб у Новому Південному Уельсі потребували медичної допомоги після того, як їх проковтнули. Станом на 15 листопада 2022 року Управління харчових стандартів Австралії Нової Зеландії (FSANZ) координує національне відкликання ряду продуктів з насіння маку через потенційну присутність тебаїну.

## Можливості синтезу
Тебаїн може вироблятися генетично модифікованою Escherichia coli.